# Chiesa di San Massimo Martire (Piana Crixia)
La chiesa di San Massimo Martire è una chiesa sussidiaria della Diocesi di Acqui sita nella frazione di San Massimo del comune di Piana Crixia.

## Storia
Una chiesa intitolata a San Massimo martire fu presente nell'allora frazione Cagna - solo successivamente rinominata in San Massimo - del comune di Piana Crixia, la prova è una pietra angolare del XII secolo ritrovata durante i lavori di ristrutturazione del cimitero locale nel 1927 che riportava l'intitolazione di una chiesa a San Massimo.
La costruzione della chiesa contemporanea è invece databile nel biennio 1821-1822 quando Don Olmi riuscì a ottenere dalla Reale Maestà 3000 lire che utilizzò per costruire nel luogo dove si trovava precedente una cappella dedicata a San Rocco una nuova chiesa che venne poi consacrata nel 1823 dal vicario foraneo. 
Nel 1976 la parrocchia venne declassata a sussidiaria di quella di Piana Crixia.

## Architettura
Chiesa di dimensioni contenute ad unica campata con tre campate segnate da lesene che proseguono verso la zona presbiterale di forma semicircolare. Prima del presbiterio vi sono due cappelle: una dedicata alla Madonna del Rosario e una a San Rocco e San Bovo; sulla sinistra del presbiterio vi è l'ingresso alla sacrestia e sulla destra la torre campanaria inserita nella struttura della chiesa.

## Galleria d'immagini

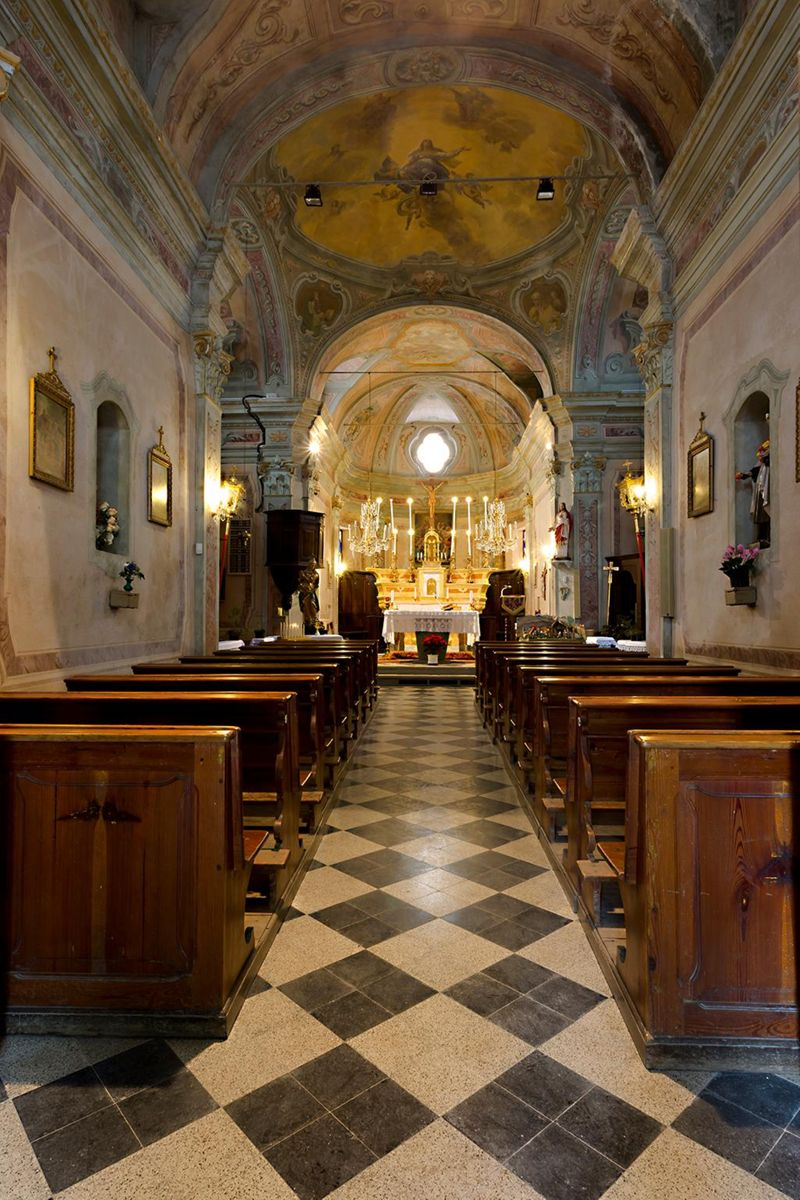
L'interno della chiesa di San Massimo Martire messa a disposizione dal sito beweb